# Spoorlijn Porrentruy - Bonfol
De spoorlijn Porrentruy - Bonfol is een Zwitserse spoorlijn van de voormalige spoorwegmaatschappij Regional Porrentruy–Bonfol (RPB) in kanton Jura. Deze spoorlijn is tegenwoordig onderdeel van Chemins de fer du Jura (CJ).

## Geschiedenis
Het traject werd in 1901 door de Regional Porrentruy–Bonfol (RPB) geopend.

## Treindiensten
De treindienst van het personenvervoer en het goederenvervoer wordt uitgevoerd door de Chemins de fer du Jura (CJ).

## Aansluitingen
In de volgende plaats is een aansluiting van de volgende spoorlijn:

### Porrentruy
- Delémont - Boncourt, spoorlijn tussen Delémont en Boncourt

## Elektrische tractie
Het traject werd geëlektrificeerd met een spanning van 15.000 volt 16 2/3 Hz wisselstroom.

## Afbeeldingen

Trajectkaart
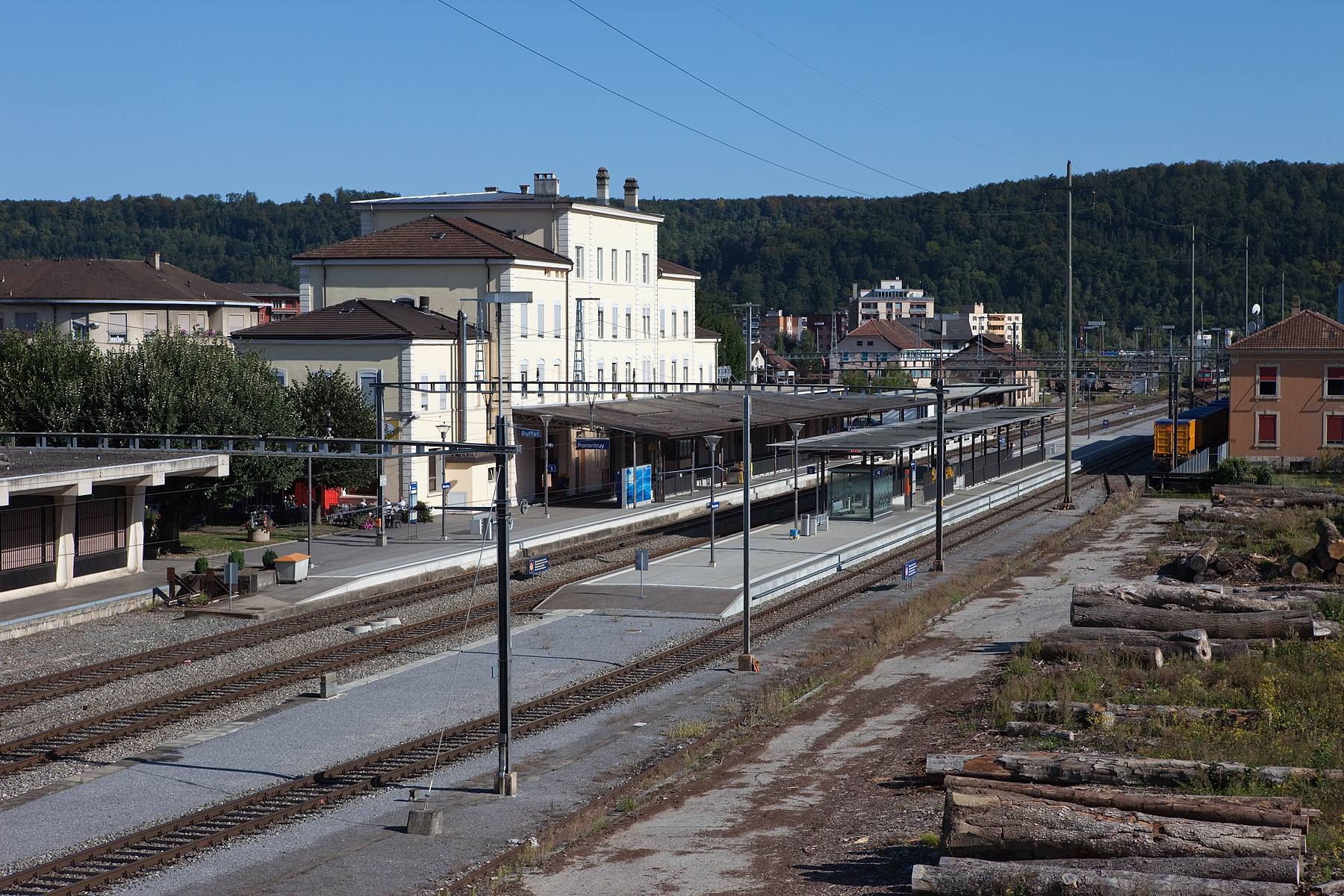
Station Porrentruy
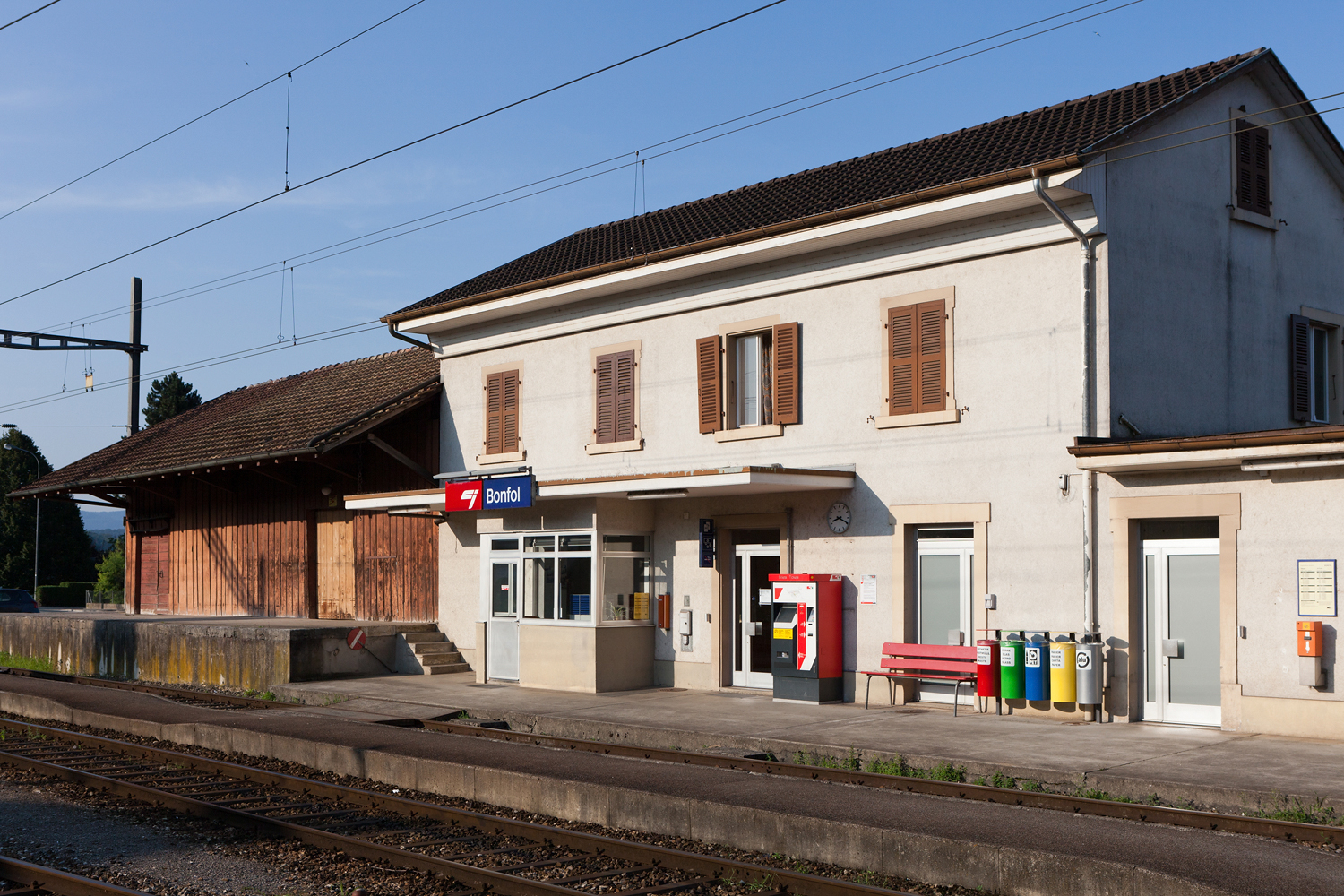
Station Bonfol